# Умершие в октябре 1999 года
Это список известных людей, соответствующих установленным критериям значимости (см. Википедия:Критерии значимости персоналий), умерших в октябре 1999 года.
Причина смерти указывается лишь в исключительных случаях (убийство, самоубийство, гибель в результате военных действий, смертная казнь, ДТП или несчастные случаи). В остальных случаях — не указывается.
2 октября
- Хайнц Гюнтер Конзалик (78) — немецкий писатель, автор популярных приключенческих романов-бестселлеров.
- Георг Тинтнер (82) — австрийский, новозеландский, австралийский и канадский дирижёр и композитор еврейского происхождения.
- Фролькис, Владимир Вениаминович (75) — советский учёный в области современной геронтологии и возрастной физиологии.

4 октября
- Бернар Бюффе (71) — французский художник.

6 октября
- Амалия Родригиш (79) — португальская певица, «королева фаду», «голос Португалии».

7 октября
- Генрих Сапгир (70) — российский поэт, прозаик.

8 октября
- Ваган Затикян (42) — бывший депутат парламента Армении.

9 октября
- Моррис Уэст (83) — австралийский писатель, драматург, публицист.

11 октября
- Рифаа ат-Тикрити (62) — иракский политический деятель, двоюродный брат иракского президента Саддама Хусейна; сердечный приступ (вероятно, убит).

12 октября
- Уилт Чемберлен (63) — американский баскетболист, игравший на позиции центрового.

14 октября
- Джулиус Ньерере (77) — первый президент Танзании.

16 октября
- Вацлав Гебельт (85) — шахматный композитор; международный мастер, международный арбитр по шахматной композиции, филолог.

19 октября
- Натали Саррот (99) — французская писательница русского происхождения, родоначальник «нового романа».

20 октября
- Джек Линч (82) — премьер-министр Ирландии в 1966—1973 и 1977—1979.

21 октября
- Джон Бромвич (80) — австралийский теннисист.
- Геннадий Васильев (59) — советский и российский кинорежиссёр и сценарист; кровоизлияние в мозг.

22 октября
- Василий Захарченко (84) — советский писатель, журналист, публицист, общественный деятель, один из инициаторов создания ВООПИиК, член Союза писателей СССР (с 1944).

24 октября
- Юрий Рождественский (72) — выдающийся русский учёный-филолог, философ, востоковед и культуролог.
- Ирен Элизабет Эслер (91) — австралийская танцовщица, продюсер и хореограф.

25 октября
- Пейн Стюарт (42) — американский гольфист, двукратный чемпион США; авиакатастрофа.
- Виктор Сауде Мария (60) — бисау-гвинейский политик, бывший вице-президент; убийство.

26 октября
- Рекс Гилдо (Rex Gildo) (63) — немецкий певец и актёр; самоубийство.

27 октября
- Рафаэль Альберти (96) — испанский поэт и драматург XX века, лауреат Международной Ленинской премии «За укрепление мира между народами» (1965).
- Лоис Коллиер (80) — американская актриса радио, кино и телевидения.
- Погибшие во время теракта в армянском парламенте:
  - Карен Демирчян (67) — советский партийный деятель и армянский политик, председатель Национального собрания Армении с июня 1999.
  - Вазген Саркисян (40) — армянский государственный деятель, премьер-министр Армении с июня 1999.
  - Рубен Мироян (59) — армянский партийный и государственный деятель, вице-спикер парламента Армении с июня 1999.
  - Юрий Бахшян (52) — вице-спикер парламента Армении с сентября 1999.
  - Арменак Арменакян (43) — армянский политический и военный деятель, депутат парламента.
  - Генрик Абрамян (60) — армянский общественный, политический и государственный деятель, главный редактором газеты «Армения» (1990—1999), депутат парламента.
  - Микаел Котанян (72) — армянский научный, общественный и политический деятель, экономист, депутат парламента.
  - Леонард Петросян (46) — государственный и военный деятель Республики Армения и непризнанной Нагорно-Карабахской Республики.

29 октября
- Вальтер Саная (74) — советский футболист, вратарь.

30 октября
- Виктор Пузырьков (81) — советский и украинский живописец.

31 октября
- Грег Мур (24) — канадский автогонщик; автокатастрофа.